# Galway Film Fleadh
Galway Film Fleadh – coroczny międzynarodowy festiwal filmowy odbywający się od 1989 w Galway w Irlandii.

## Historia

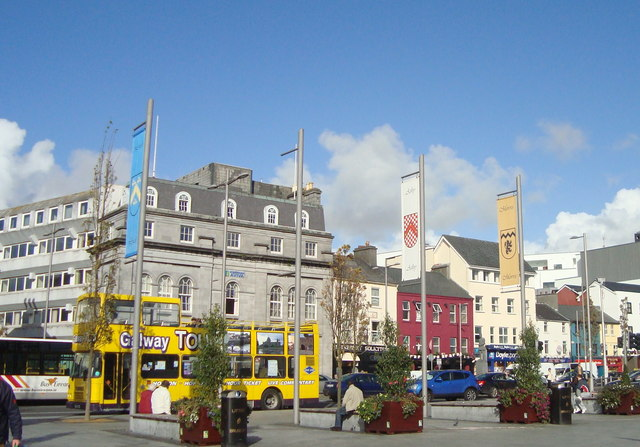
Galway, Eyre Square

Galway Film Fleadh to sześciodniowe międzynarodowe wydarzenie filmowe, które odbywa się w lipcu. W programie imprezy znajdują się filmy z całego świata, wszystkich pokoleń i środowisk kulturowych.  Pierwszy raz odbył się w dniach 19-24 lipca 1989 w Claddagh Palace, gdzie odbywał się do 1995. Po zamknięciu kina, w 1996, przeniósł się do Town Hall i Omniplex Cinema.
Irlandzki przemysł filmowy i Galway Film Fleadh wspierają się, włączając w swoje działania reaktywowany Irish Film Board i targi filmowe Galway Film Fair, w celu rozwijania brytyjskiego i irlandzkiego pierwszego dedykowanego rynku filmowego. W ciągu 30 lat główny cel Galway Film Fleadh pozostaje niezmieniony: stać się platformą dla najodważniejszych w nowym irlandzkim kinie oraz przyciągnąć publiczność i filmowców z całego świata, by dzielić się fenomenem kina. Oprócz prezentacji najlepszych filmów irlandzkich i światowych, odbywają się także warsztaty, debaty, seminaria i spotkania z ludźmi przemysłu filmowego w ramach Galway Film Fair. Członkowie branży filmowej debatują nad różnymi aspektami niezależnego tworzenia filmów, w tym produkcją, finansowaniem, dystrybucją i technologiami cyfrowymi.
Galway Film Fleadh gościł takie gwiazdy jak: Martin Sheen, Isabelle Huppert, Zachary Quinto, Saoirse Ronan, Anjelica Huston, Michael Fassbender, Amanda Plummer, Peter O’Toole, Abbas Kiarostami, Mira Nair, Bill Pullman, Jeremy Irons, Kathy Bates, Woody Harrelson, Paul Schrader, Robert Towne, Stephen Daldry, Lee Unkrich, Volker Schloendorff, John Lynch, Luis Mandoki, Campbell Scott, Patricia Clarkson, Stephen Frears, Maureen O’Hara, Anthony Minghella, Agnieszka Holland, Arthur Penn, István Szabó, Pierce Brosnan, Michael Winterbottom, Paolo Taviani, Michael Moore, Jim Sheridan, Neil Jordan.
W 2014 magazyn amerykańskich twórców filmowych, krytyków i przedstawicieli przemysłu MovieMaker Magazine umieścił Galway Film Fleadh na liście "25 Coolest Film Festivals in the World".

## Kategorie nagród
- Best Irish Feature
- Best Irish First Feature
- Best Irish Feature Documentary

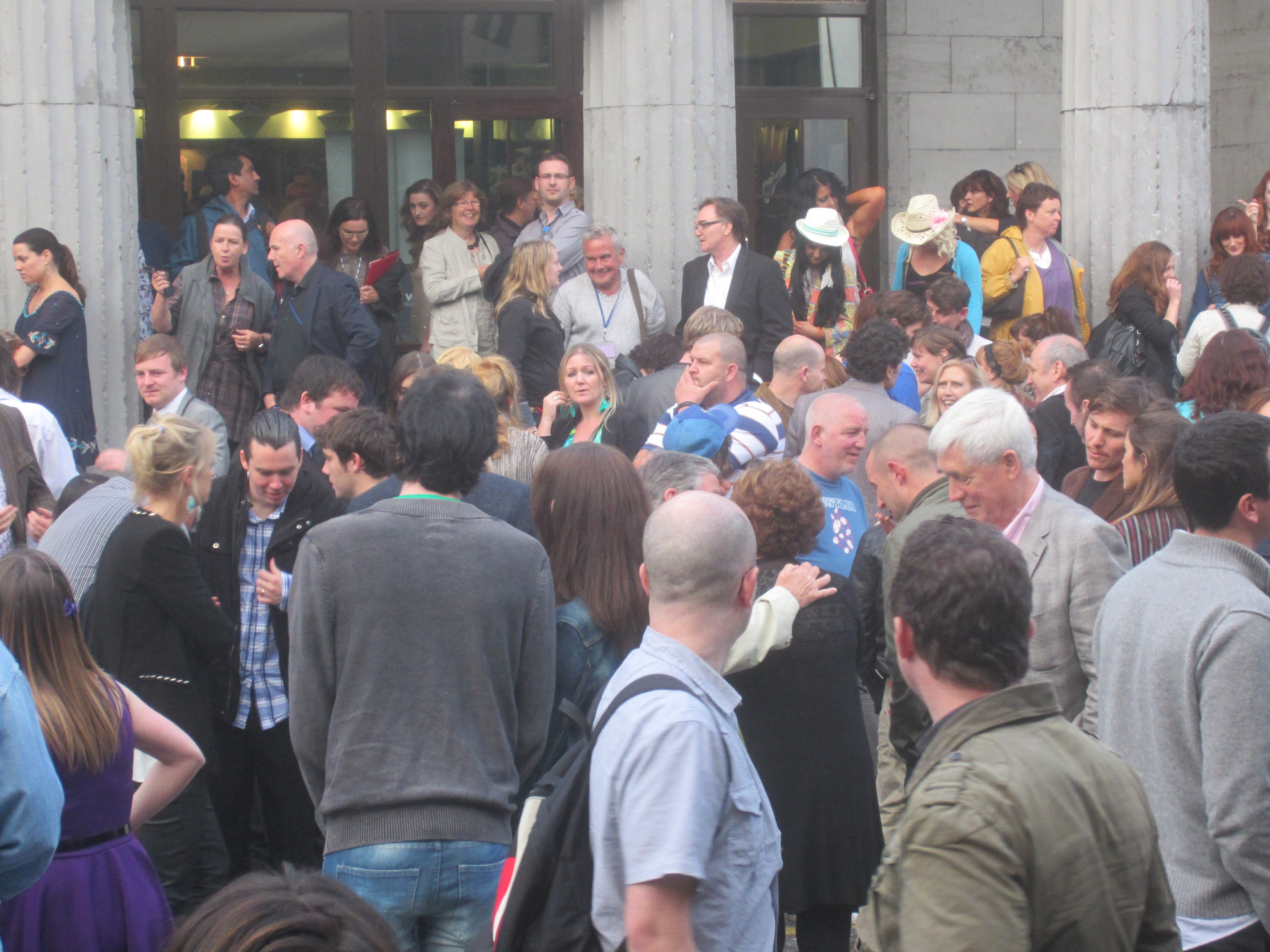
Galway Film Fleadh, publiczność przed Town Hall Theatre, 2012

- Best International Feature
- Best International First Feature
- Best International Feature Documentary
- Best Cinematography in an Irish Feature
- Bingham Ray New Talent Award
- Best Human Rights Feature Award

## Pitching competition
W 2005 ustanowiono konkurs The Galway Film Fleadh Pitching Competition w celu zaakcentowania, że dobry tekst jest podstawą sektora audiowizualnego oraz umożliwienia wielu pisarzom szansę zaistnienia w branży filmowej. Wszystko, co jest wymagane, to napisany na 500 słów autorskiego tekstu. Uwzględniany jest każdy rodzaj dramatu fabularnego, dokumentu lub animacji. Finaliści prezentują swój pomysł w ciągu 90 sekund przed publicznością i panelem ekspertów branżowych w ostatnim dniu Galway Film Fleadh. Pozwala to większej liczbie pisarzy na szansę przedstawienia swoich pomysłów, a jednocześnie zmotywowanie ich do doskonalenia sztuki "Elevator Pitch". Zwycięzca zostaje ogłoszony podczas ceremonii wręczenia nagród i otrzymuje nagrodę pieniężną w wysokości 3000 €.
Zaproszenie do napisania krótkiego tekstu inspiruje wiele osób, z których znaczna część nie miała doświadczenia w branży filmowej, zaś dla pisarzy stanowi szansę szlifowania warsztatu pitchingu. Jest to doskonała okazja aby przedstawić swój pomysł na papierze i przekazać swoją historię większej liczbie odbiorców. Oprócz nagrody pieniężnej zwycięzcy mają realną możliwość na rozwinięcie krótkiej formy w pełnometrażowy film. W 2007 w konkursie wziął udział William Collins, którego historia posłużyła do realizacji pełnometrażowego scenariusza na kanwie, którego powstał w 2010 film My Brothers w reżyserii Paula Frasera. Collins był też nominowany do nagrody IFTA w kategorii najlepszy scenariusz.

### Laureaci
- 2005 - Keith Bogue
- 2006 - Mark Wale
- 2007 - William Collins
- 2008 - Barbara Deignan
- 2009 - Gary Mitchell
- 2010 - Len Collin
- 2011 - Rioghnach Ni Ghrioghair
- 2012 - Hannah Patterson
- 2013 - Jacinta Owens
- 2014 - Cian McGarrigle
- 2015 - Luke Morgan
- 2016 - Janet Hayes
- 2017 - Michelle Lehane

## Junior Film Fleadh
Junior Film Fleadh to festiwal odkrywania nowych talentów i centrum warsztatowe dla młodych ludzi, którzy chcą realizować się w branży filmowej. Powołany został do życia przez organizatorów Galway Film Fleadh i odbywa się w listopadzie. Projekcje filmów fabularnych i krótkometrażowych oraz filmów dokumentalnych odbywają się w języku angielskim, Gaeilge, francuskim, niemieckim i innych językach europejskich. Prowadzone są warsztaty filmowe i konkurs pitchingu oraz scenariuszy dla młodzieży.

## One Minute Film Festival
Galway City of Film we współpracy z Galway Film Centre i Galway Film Fleadh były gospodarzami One Minute Film Festival. W ramach części konkursowej filmowcy i entuzjaści filmu przesyłają jednominutowy film, oparty na dowolnym temacie lub sposobie realizacji. Najlepsze 30 filmów wybierane jest przez grono sędziowskie, następnie wyświetlane w specjalnym publicznym wydarzeniu w ramach Galway Film Fleadh.
| Rok  | I miejsce                         | II miejsce                        | III miejsce                                           |
| ---- | --------------------------------- | --------------------------------- | ----------------------------------------------------- |
| 2017 | Arjan Brentjes Tempo              | Tina Glynn Nanna’s House          | Graham Cantwell Parfum Fergal Costello Time And Space |
| 2016 | Carolyn Wagner Something Borrowed | Amy Joyce Hastings Body Of Christ | Johnathan Connolly Family Favourite Moments           |
| 2015 | Kevin O’Brien Luke & Roger        | -                                 | -                                                     |